# Шурани
Шурани (на словашки: Šurany) е град в окръг Нове Замки на Нитранския край в югозападна Словакия. Разположен е в Среднодунавската низина, близо до река Нитра и на 12 km северно от град Нове Замки. Населението му е около 10 460 души (2006).

## История
На територията на съвременния град са известни следи от обитаване още от неолита. Първото му споменаване, под името „вила Шуран“, е в документ на унгарския крал Бела II от 1138 година. През втората половина на XV век в селището има укрепен замък. Между 1663 и 1684 година градът е под контрола на Османската империя. През 1725 година замъкът е разрушен, а през 1832 година Шурани става кралски град с пазарни права. През 1854 година е основана захарна фабрика, просъществувала до 2000 година. През 1920 – 1938 и 1945 – 1993 година градът е част от Чехословакия, а след това – от независима Словакия.